# 旧三菱銀行神戸支店
旧三菱銀行神戸支店（きゅうみつびしぎんこうこうべしてん）は、兵庫県神戸市中央区にあった歴史的建造物。一時期、ファミリアホールと呼ばれていた。2016年3月に解体された。

## 概要
1900年（明治33年）に竣工したルネサンス様式石造地上3階建の近代建築で、曽禰達蔵の設計による。曽禰達蔵初期の建造物で、東京丸の内の三菱三号館 - 七号館が取り壊されているため、現存する最古の曽禰作品であった。かつて頂部に存在した三角のペディメント（切妻造形の冠飾）は戦災で失われたが、切石積みの外観、玄関部のアーチ、ガラス張りの高天井など銀行建築らしい重厚な意匠を残している。2007年11月30日に経済産業省の認定する近代化産業遺産に神戸港の近代化産業遺産群の一つとして認定された。2000年3月には神戸市の景観形成重要建築物に指定された。
新築時に三菱合資会社銀行部が移転、三菱銀行の設立により継承され、1945年に神戸西支店と店名が変更された。出店規制の都合上高槻支店開設と引き換えに1973年5月20日に旧居留地に立地する三宮支店と統合され、三宮支店が（新）神戸支店として存続、（旧）神戸支店は閉鎖された。1977年にアパレルメーカーのファミリアが取得、1996年7月からは、1階を250名収容の多目的ホールとして活用していた。旧神戸支店の西側には1994年に竣工したファミリア本社社屋が隣接していた。
2016年4月、ファミリアは本社社屋とファミリアホールを含む約3,000平方メートルの敷地を三菱地所レジデンスに売却し、JR三ノ宮駅近くに本社機能を移転した。旧神戸支店は老朽化により修繕費がかさみ、耐震化工事に約15億円を要するため、解体されて「ザ・パークハウス 神戸タワー」が建設された。ファミリア旧本社前には、1980年頃からスヌーピー（ピーナッツ）の石像が設置されて市民や観光客に親しまれていたが、旧神戸支店および旧本社の売却に合わせて、2016年5月にファミリア新本社前に移された。

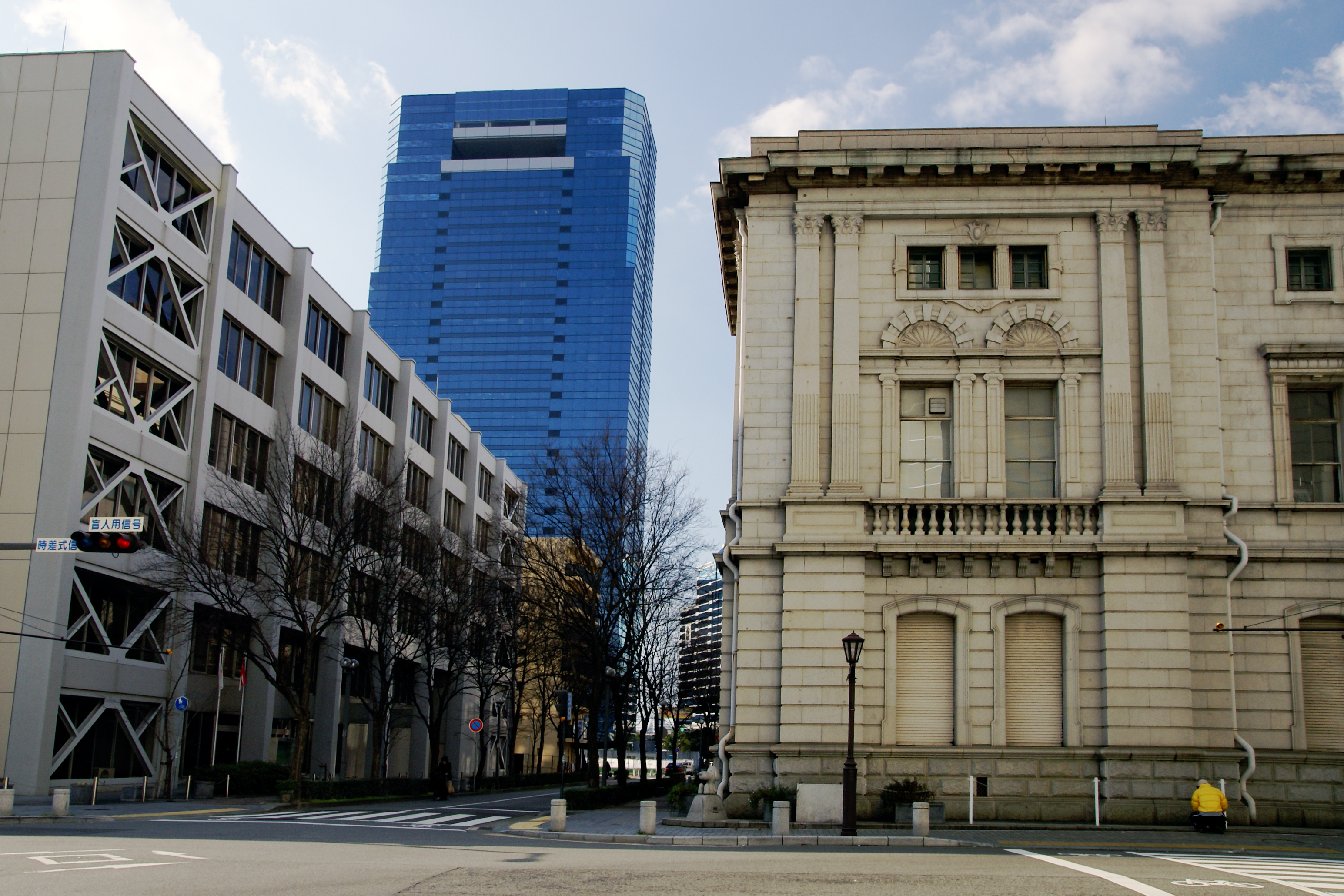
東面、背後に神戸クリスタルタワー
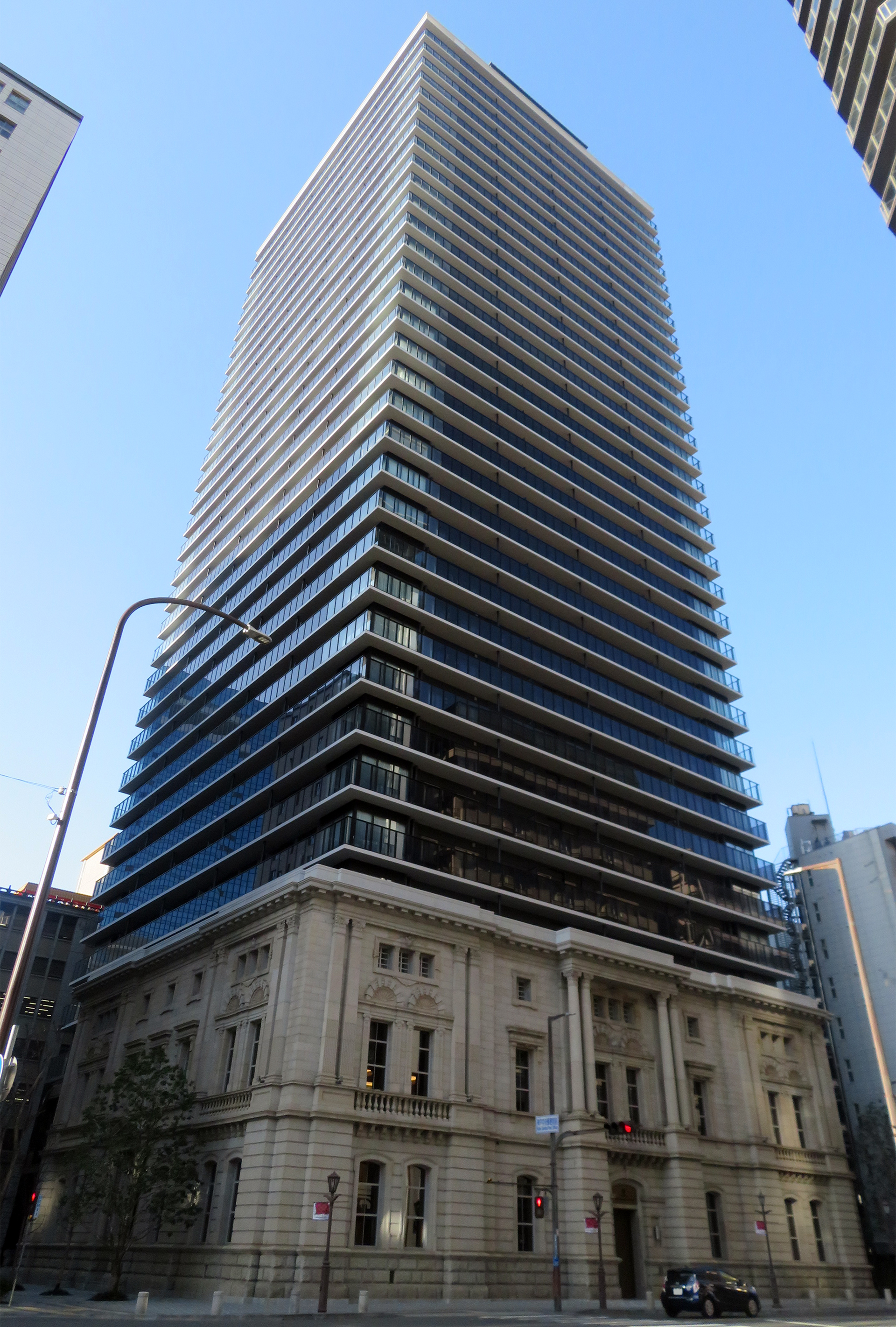
跡地にできたザ・パークハウス神戸タワー

## 交通アクセス
- 西日本旅客鉄道（JR西日本）
  - 神戸駅 徒歩6分
- 阪神神戸高速線
  - 西元町駅 徒歩3分

## 周辺
- 神戸ハーバーランド
- メリケンパーク